# El Ançor
El Ançor là một đô thị thuộc tỉnh Oran, Algérie. Dân số thời điểm năm 2002 là 7.929 người.